# Jászboldogháza
Jászboldogháza is een plaats (község) en gemeente in het Hongaarse comitaat Jász-Nagykun-Szolnok. Jászboldogháza telt 1830 inwoners (2001).